# Replikatorgleichungen
Replikatorgleichungen sind nichtlineare Differentialgleichungen zur Beschreibung der Dynamik einer Population, in der sich erfolgreiche Individuen schneller vermehren als weniger erfolgreiche Individuen. Sie zählen zu den Grundgleichungen der Evolutionären Spieltheorie und werden in der Theoretischen Biologie sowie in der Evolutionären Psychologie verwendet, um z. B. Verhaltensmuster bei Tieren bzw. Menschen als eine Folge von Selektion zu erklären.
Das Konzept der Replikatorgleichungen wurde 1978 eingeführt, um die Dynamik zu modellieren, die zu einem evolutionär stabilen Zustand führt. Diese Gleichgewichtszustände der Replikatorgleichungen sind ähnlich, aber nicht identisch, mit dem Konzept der evolutionär stabilen Strategie (ESS).
Das zugrundeliegende Modell ist eine Population unendlich vieler Individuen, welche sich auf verschiedene Typen verteilen. Wie schnell sich die Individuen eines Typs reproduzieren, hängt von der Fitness des Typs ab. Meist ist diese Fitness nicht konstant, sondern ergibt sich aus der Interaktion mit den anderen Individuen. Dabei wird davon ausgegangen, dass jedes Individuum mit jedem anderen Individuum interagiert (Mean-Field Näherung). Diese Näherung lässt sich dadurch rechtfertigen, dass Interaktion und Reproduktion in der Regel auf verschiedenen Zeitskalen stattfinden, das heißt, dass jedes Individuum mit vielen anderen interagiert, bevor es sich reproduziert.

## Gleichungen
In einer relativ allgemeinen Form sind stetige Replikatorgleichungen von der Form
{\displaystyle {\dot {x_{i}}}=x_{i}[f_{i}(x)-\phi (x)],\quad \phi (x)=\sum _{i=1}^{n}{x_{i}f_{i}(x)}}
mit  {\displaystyle x_{i}} der Anteil einer Replikatorspezies vom Typ {\displaystyle i} in der Gesamtpopulation, {\displaystyle x=(x_{1},\ldots ,x_{n})} Verteilungsvektor, {\displaystyle f_{i}(x)}  Fitness von Replikatortyp {\displaystyle i} und {\displaystyle \phi (x)} durchschnittliche Fitness.
Eine häufig zur Modellvereinfachung gemachte Annahme ist, dass die Fitness linear von der Zusammensetzung der Replikatorpopulation abhängt:
{\displaystyle {\dot {x_{i}}}=x_{i}\left(\left(Ax\right)_{i}-x^{T}Ax\right),}
dabei enthält die Payoff-Matrix {\displaystyle A} die Fitnessinformation für die Population: der zu erwartende Payoff kann geschrieben werden als {\displaystyle \left(Ax\right)_{i}} und die mittlere Fitness der Gesamtpopulation als  {\displaystyle x^{T}Ax}.

## Verallgemeinerungen
Eine Verallgemeinerung der Replikatorgleichungen, die Mutationen berücksichtigt, stellen Replikator-Mutator-Gleichungen dar:
{\displaystyle {\dot {x_{i}}}=\sum _{j=1}^{n}{x_{j}f_{j}(x)Q_{ji}}-\phi (x)x_{i},}
hier gibt die Matrix {\displaystyle Q} die mutationsbedingten Übergangswahrscheinlichkeiten der
Replikatortypen  {\displaystyle j} nach  {\displaystyle i} an.

## Nachweise
1. ↑  P. Taylor, L. Jonker: Evolutionary stable strategies and game dynamics. In: Mathematical Biosciences. Band 40, Nr. 1–2, 1978, S. 145–156.